# Diaphractus leipoldti
Espèce
Synonymes
- Diaphractus kalaharicus Hewitt, 1915

Diaphractus leipoldti est une espèce d'araignées aranéomorphes de la famille des Gnaphosidae.

## Distribution
Cette espèce est endémique d'Afrique du Sud. Elle se rencontre au Cap-Occidental et au Cap-du-Nord.

## Description
La femelle holotype mesure 11,5 mm.

## Étymologie
Cette espèce est nommée en l'honneur de Christiaan Louis Leipoldt.

## Publication originale
- Purcell, 1907 : New South African spiders of the family Drassidae in the collection of the South African Museum. Annals and Magazine of Natural History, sér. 7, vol. 20, p. 297-336 (texte intégral).